# Проезд Толбухина
Проезд Толбу́хина (название с 1994 года) — проезд в Москве, на территории района Можайский Западного административного округа.
Проезд соединяет улицы Толбухина и Говорова. Ни одного дома по проезду не числится, все они расписаны по соседним улицам: Толбухина и Говорова.

## Происхождение названия
Проезд назван в 1994 году по находящейся рядом улице Толбухина.
Улица Толбухина получила своё имя в составе города Кунцево в 1956 году в честь Героя Советского Союза, маршала Советского Союза Фёдора Ивановича Толбухина (1894—1949).
После войны ему в качестве дачи был подарен особняк в Кунцеве (ныне располагающийся по адресу улица Толбухина дом 3, на углу с проездом Толбухина). Даже когда в особняке располагался медико-восстановительный центр Всесоюзного института лёгких сплавов (ВИЛС), его продолжали называть «дачей Толбухина».

## Транспорт

### Автобус
По проезду общественный транспорт не проходит.
На улице Толбухина в обе стороны расположены остановки «Улица Толбухина» автобусов:
| 198:                                                 |                                                 |
| с289:                                                | 66-й квартал Кунцева • Сетунь • Витебская улица |
| 825:                                                 |                                                 |
| Ошибка: маршрут А 840 не описан в модуле НОТ Москвы. |                                                 |

«→» — остановки проходятся только при движении в прямом направлении; «←» — остановки проходятся только при движении в обратном направлении.

На улице Говорова в обе стороны расположены остановки «Проезд Толбухина» автобусов:
| Ошибка: маршрут А 178 не описан в модуле НОТ Москвы. |                                                 |
| с289:                                                | 66-й квартал Кунцева • Сетунь • Витебская улица |
| Ошибка: маршрут А 840 не описан в модуле НОТ Москвы. |                                                 |

«→» — остановки проходятся только при движении в прямом направлении; «←» — остановки проходятся только при движении в обратном направлении.

### Железнодорожный транспорт
- Станция «Сетунь» МЦД-1 ~ 700 м